# Liste der Kulturdenkmäler in Gönnheim
In der Liste der Kulturdenkmäler in Gönnheim sind alle Kulturdenkmäler der rheinland-pfälzischen Ortsgemeinde Gönnheim aufgeführt. Grundlage ist die Denkmalliste des Landes Rheinland-Pfalz (Stand: 19. Dezember 2024).

## Denkmalzonen
| Bezeichnung          | Lage | Baujahr                 | Beschreibung | Bild                           |
| -------------------- | --- | ----------------------- | --- | ------------------------------ |
| Denkmalzone Ortskern | Bahnhofstraße 1–13 (ungerade Nummern), Bismarckstraße 2–30 (gerade Nummern) und 1–39 (ungerade Nummern), Ludwigstraße 13–47 (ungerade Nummern) und 16–46 (gerade Nummern), Hofgasse ½, 1, 2 Lage | 18. und 19. Jahrhundert | Ortskern in der Ausdehnung des Dorfes um 1800, geschlossene Bebauung einer typischen vom Feldbau gestimmten Gemeinde aus Haken- und Dreiseithöfen aus dem 18. und 19. Jahrhundert, Scheunenkranz | weitere Bilder Fotos hochladen |

## Einzeldenkmäler
| Bezeichnung                  | Lage                                 | Baujahr                            | Beschreibung | Bild                           |
| ---------------------------- | ------------------------------------ | ---------------------------------- | --- | ------------------------------ |
| Kriegerdenkmal und Grabmäler | Bahnhofstraße, auf dem Friedhof Lage | ab 1822                            | Friedhof 1822 angelegt, 1860, 1895 und in den 1960er Jahren erweitert: - Umfassungsmauern, 19. Jahrhundert; - Kriegerdenkmal 1914/18 und 1939/45, 1927 und 1954 erweitert, Muschelkalk, Bildhauer Ludwig Kern, Speyer; - Grabmäler: Ph. Uhrich († 1911), Bronzeblechrelief, um 1935; Familie D. Walter, Sandstein und Marmor, um 1900; J. W. Eichinger († 1894), Sandstein und Marmor | weitere Bilder Fotos hochladen |
| Inschriftstein               | Bahnhofstraße, an Nr. 3 Lage         | 1682                               | Inschriftstein, bezeichnet 1682 | weitere Bilder Fotos hochladen |
| Wohnhaus                     | Bahnhofstraße 5/7 Lage               | 1602                               | Doppelwohnhaus, teilweise Zierfachwerk, Nr. 7 bezeichnet 1602, Nr. 5 Wappenschild bezeichnet 1662, im Innern bezeichnet 1713; ehemalige Gartenpforte, bezeichnet 1601; Wappenschild der ehemaligen Torfahrt, bezeichnet 1683; Kellerabgang im Hof, bezeichnet 1576 | weitere Bilder Fotos hochladen |
| Wohnhaus                     | Bismarckstraße 3 Lage                | 1834                               | spätklassizistisches Wohnhaus, bezeichnet 1834, Toranlage bezeichnet 1822 | weitere Bilder Fotos hochladen |
| Rat- und Schulhaus           | Bismarckstraße 19 Lage               | 1822                               | spätklassizistischer Putzbau, 1822; platzbildprägend | weitere Bilder Fotos hochladen |
| Toranlage und Stall          | Bismarckstraße, zu Nr. 24/24a Lage   | 1595                               | zweiteilige Renaissance-Toranlage, bezeichnet 1595; Gewölbestall, wohl aus dem 19. Jahrhundert | weitere Bilder Fotos hochladen |
| Hofanlage                    | Bismarckstraße 33 Lage               | 1789                               | spätbarocker Dreiseithof, 1789, um 1840/50 teilrenoviert; Krüppelwalmdachbau, teilweise Fachwerk (verputzt); Toranlage bezeichnet 1789 | weitere Bilder Fotos hochladen |
| Hofanlage                    | Ludwigstraße 17 Lage                 | 1881                               | Dreiseithof; zweieinhalbgeschossiger Gründerzeitbau, bezeichnet 1881, zweites Wohnhaus analog, Ställe und Scheune aus Rotsandsteinquadern | BW                             |
| Spolien                      | Ludwigstraße, an Nr. 32 Lage         | 1614                               | zwei Schlusssteine ehemaliger Torfahrten, beide mit Wappenschilden, bezeichnet 1614 und [xx]15 (1515 oder 1615) | BW                             |
| Wohnhaus                     | Ludwigstraße 34 Lage                 | 1815                               | nachbarocker Krüppelwalmdachbau, bezeichnet 1815 | weitere Bilder Fotos hochladen |
| Wohnhaus                     | Ludwigstraße 38 Lage                 | 1492                               | spätmittelalterliches Wohnhaus, teilweise Fachwerk, dendrodatiert 1492, Umbau im 18. Jahrhundert; Kellerabgang bezeichnet 1787 | weitere Bilder Fotos hochladen |
| Wohnhaus                     | Ludwigstraße 42 Lage                 | 1786                               | anspruchsvolles barockes Wohnhaus, bezeichnet 1786, Anbauten und Nebengebäude Mitte des 19. Jahrhunderts | weitere Bilder Fotos hochladen |
| Torfahrt                     | Ludwigstraße, an Nr. 44 Lage         | 1780                               | Torfahrt, spätbarock, bezeichnet 1780 | weitere Bilder Fotos hochladen |
| Torfahrt                     | Ludwigstraße, an Nr. 46 Lage         | 1780                               | Torfahrt, spätbarock, bezeichnet 1780 | weitere Bilder Fotos hochladen |
| Protestantische Pfarrkirche  | Ludwigstraße 48 Lage                 | 1756                               | spätbarocker Saalbau, bezeichnet 1756, Architekt wohl Rochenbach, Frankenthal, Chorflankenturm auf spätmittelalterlichen Resten, Glockengeschoss 1770, oberer Abschluss 1899, Architekt Franz Schöberl, Speyer | weitere Bilder Fotos hochladen |
| Toranlage                    | Ludwigstraße, an Nr. 50 Lage         | 1755                               | zweiteilige Toranlage, spätbarock, bezeichnet 1755 | weitere Bilder Fotos hochladen |
| Wohnhaus                     | Ludwigstraße 52 Lage                 | zweite Hälfte des 18. Jahrhunderts | spätbarocker Krüppelwalmdachbau, teilweise Fachwerk (verputzt), wohl aus der zweiten Hälfte des 18. Jahrhunderts | weitere Bilder Fotos hochladen |

## Ehemalige Kulturdenkmäler
| Bezeichnung | Lage                                                   | Baujahr                | Beschreibung                                                               | Bild |
| ----------- | ------------------------------------------------------ | ---------------------- | -------------------------------------------------------------------------- | ---- |
| Basisstein  | nördlich des Ortes; Flur Am Basenstein Lage            | frühes 19. Jahrhundert | stumpfer Sandsteinkegel, frühes 19. Jahrhundert; aus Denkmalliste gelöscht | BW   |
| Niveaustein | südöstlich des Ortes; Flur In den Spindelgewannen Lage | 1838                   | Sandsteinquader, 1838; aus Denkmalliste gelöscht, nicht auffindbar         | BW   |